# Vidisha (distrikt)
Vidisha, jedan od najznačajnijih distrikata indijske države Madhya Pradesh, smješten je između 23º21' i 24º22' sjeverne širine i 77º15'30 i 78º18' istočne dužine, na površini od 7,371 četvorni kilometar. Glavno središte je istoimeni grad Vidisha, nekad zvan od muslimana Bhīlsa (Bhelsa), na jugu distrikta istočno od rijeke Betwa. Ostala gradska središta su Leteri, Sironj, Nateran, Gyaraspur, Basoda i Korwai. 
Vidisha je turistički raj s brojnim arheološkim i povjesnim mjestima među kojima se ističu pećine Udaygiri (Udaigiri), udaljene 4 kilometra od Vidishe; izolirani kamena stijena Lohangi Rock, visoka 7 metara sa zaravnatim vrhom oko 10 metara u promjeru, kao i brojni hramovi. Bijamandal ili Vijayamandira je podignut u 11 stoljeću a razoren 1682., i bio je posvećen božici Charchika, čije je drugo ime po svoj prili bilo Vijaya. Na njegovom mjestu muslimani su podignuli džamiju Alamgiri Masjid, služeći se materijalom hrama. Tu su i hramovi Maladevi, Bajramath, Udayeshwara, Dashavatara, Gadarmal i drugi.